# Opera (небоскрёб)
Opera (ранее Radisson SAS или «Рэдиссон САС») — строящийся многофункциональный комплекс в Екатеринбурге. Небоскрёб, строительство которого было запланировано начать в конце 2011 года, а завершить в конце 2013 года. Однако из-за медленного согласования проекта оно было начато только в 2013 году и должно было быть закончено не ранее IV квартала 2016 года. В ноябре 2015 года пресс-служба исполнителя проекта — строительной компании «Атомстройкомплекс», заявила, что Opera будет завершена в 2018 году. Однако строительство было заморожено. В августе 2021 года было объявлено, что возведение объекта возобновится весной 2022 года.

## Проектирование
Opera должен был стать совместным проектом екатеринбургской строительной компании «Атомстройкомплекс» («АСК») и финской компании SRV International, с которой «АСК» ранее построил отель «Park Inn Ekaterinburg». Управлять гостиницей должен был международный оператор Rezidor SAS, впоследствии финская компания отказалась от дальнейшего участия в проекте. 29 октября 2010 года проект гостиничного комплекса «Radisson SAS» с многофункциональным развлекательным центром был рассмотрен на заседании Градостроительного совета Екатеринбурга и одобрен к строительству с рекомендацией дополнительно «проработать над архитектурой: определиться с высотой здания, ввести цвет, уменьшить стекло, добавить другие материалы», а также связать композиционно с «Антеем-3» и проработать транспортную систему".
Изначально планируемая высота проектируемого здания составляла 150 метров. Многофункциональный комплекс должен был состоять из двух «башен», объединённых общим стилобатом, максимальная этажность самой высокой «башни» — 45 этажей, также в здании должен был находится 4-этажный подземный паркинг. В здании предполагалось разместить 45 000 м² полезной площади, в том числе по 10 000 м² отведено под офисы и апартаменты. В здании должна была находиться гостиница на 300 номеров, а также развлекательный центр в стилобате.

Первоначальный проект.

Инвестиционная стоимость проекта должна была составить около 100 млн евро, из которых 30 % — это собственные средства «АСК» и SRV, остальное — кредитное финансирование.
В ходе проектных согласований этажность комплекса была понижена до 42 этажей; также отказались от строительства второй башни. Кроме этого изменилась площадь и структура полезных площадей. Большую часть Opera Tower будут занимать 335 апартаментов общей площадью 32 393 м², они займут этажи с 13 по 36. На 4 и 5 этажах здания предусмотрены офисы класса «А» площадью 6 200 м². На 9-12 этажах в здании будет расположен бутик-отель общей площадью 5052 м² и номерным фондом на 112 номеров. На последних этажах башни разместятся пентхаусы общей площадью 3 354 м².
Кроме этого, в многофункциональном комплексе будет расположена торговая галерея (3700 м²), ресторан (2 200 м²) и фитнес-центр площадью 1500 м², а под ним — подземная трёхуровневая парковка.
После завершения строительства комплекс предполагается передать единому оператору. Как заявил генеральный директор «АСК» Валерий Ананьев:
это одно из принципиальных отличий этого комплекса от многих других коммерческих объектов города. Мы не собираемся дробить этот комплекс и продавать офисы „в нарезку“: у здания будет один собственник, управляющая компания и арендаторы с прописанными правилами игры. Не получится так, что один человек купил офис площадью 20 м² и из-за этого весь комплекс не может жить нормально. В данном здании такого не будет. Вполне возможно, что этот комплекс мы будем обслуживать сами — создадим управляющую компанию. Гостиница — класса 4 звезды и выше. Развлекательный центр будет рассчитан, конечно же, на жителей города и его гостей. Будет тренажерный зал, SPA, хорошие магазины и так далее.

## История строительства
В сентябре 2012 года начались работы по подготовке строительной площадки, начато устройство котлована под строительство высотки.
Начало строительства ожидалось в I квартале 2013 года.
В мае 2013 года началась подготовка фундаментных работ. Осенью 2013 активизировались фундаментные работы на объекте. На январь 2014 года строится −2 этаж подземного паркинга.
В ноябре 2015 года проект покинул один из соинвесторов — ООО «ГудРент». «ГудРент» подал иск к застройщику ЗАО «АСК-Отель» (аффилирована с компанией «Атомстройкомплекс») о возврате 204,62 млн рублей, вложенных в строительство небоскреба. В ходе судебного разбирательства стороны подтвердили, что объект на сегодняшний день не построен, его строительство приостановлено. «ГудРент» в суде добился расторжения договора с «АСК-Отель» и возвращения инвестиций.
В 2019 году «Атомстройкомплекс» представил новый эскиз башни. Концепция проекта была изменена. В здании было предложено сделать школу, детский сад, торовый центр и апартаменты. Строительство предполагалось начать в 2021 году.
В августе 2021 года было объявлено, что строительство объекта возобновится весной 2022 года. Предполагалось также снизить высоту здания.

## Мнения о проекте
Эксперты отмечают возможные индивидуальные недочеты проекта Opera Tower. В частности, речь идет о транспортной доступности. В непосредственной близости от объекта располагается БЦ «Высоцкий», который имеет серьезные проблемы с парковками. Застройщик Opera анонсировал строительство трехуровневого подземного паркинга на 400 машиномест. Учитывая число апартаментов, офисов, бутиков, пентхаусов и гостиницы, этого может оказаться недостаточно.
Часть представителей архитектурного сообщества считает возведение нового небоскрёба в центре Екатеринбурга неправильным решением:
Я всем этим сильно раздражёндействительный член Российской академии художеств Сергей Голынец
Будет стоять еще один «торчок», вместо того, чтобы сделать фон для здания Оперного театра. И когда вы будете идти по улице Ленина, эти два небоскреба будут практически нивелировать Оперный театр — уникальное общественное здание 1912 г. — и «Большой Урал» пострадает, само собой. Я считаю, что это если не преступление, то очередная ошибка колоссального размера. Поэтому разговор об этом должен быть серьёзный и на это уникальное место нужно объявить хотя бы один раз в жизни настоящий конкурс.академик Российской академии архитектуры и строительных наук (РААСН) Геннадий Белянкин
Но главное, что не принимается в расчет: сторонники этого проекта сравнивают его с нынешней ситуацией, говоря, что когда появится вторая высотная доминанта, будет лучше, чем сейчас, когда там только один «Антей». Но уместно было бы это сравнить с ситуацией, когда никакого «Антея» нет, потому что решение строить «Антей» – офисный небоскреб в центре Екатеринбурга – было преступлением против города, против основ разумной градостроительной политики.депутат гордумы Екатеринбурга Леонид Волков
Руководство компании «Атомстройкомплекс» признает трудности реализации проекта.
Opera Tower — это многофункциональный комплекс, и в его составе много разных видов недвижимости. Понятно, что апартаменты мы можем продавать на открытом рынке. Но кроме этого нам хотелось бы понимать, кто станет владельцем либо арендатором других сегментов — коммерческой составляющей, отеля. Мы не можем позволить себе оставить нереализованными такие большие площади, поскольку вынуждены обслуживать кредитную нагрузку.глава компании «Атомстройкомплекс» Валерий Ананьев